# أموال جديدة (فلم)
أموال جديدة (بالإنجليزية: New Money)، هُو فيلم دراما وكوميديا نيجيري صدر سنة 2018، وهُو من إخراج توب أوشين وإنتاج Inkblot Productions وفيلم وان.

## وصلات خارجية
- أموال جديدة على موقع IMDb (الإنجليزية)
- أموال جديدة على موقع نتفليكس (الإنجليزية)
- أموال جديدة على موقع قاعدة بيانات الفيلم (الإنجليزية)
- أموال جديدة على موقع ليتربوكسد (الإنجليزية)
- أموال جديدة على موقع كينوبويسك (الروسية)